# Pedro Manfredini
Pedro Waldemar Manfredini (Russell, departamento Maipú, Mendoza, 7 de septiembre de 1935-Roma, 21 de enero de 2019) fue un futbolista argentino que jugaba en la posición de delantero.

## Biografía
Sus abuelos paternos eran de Cremona y los de su madre de Bisceglie.
Nació en Russell, una localidad de la provincia argentina de Mendoza, al pie de Los Andes.
Cuando se retiró del fútbol, Manfredini abrió el bar Piedone, en Piazzale Clodio en Roma; Luego se mudó al barrio de Spinaceto, donde vivió por un tiempo, creando una escuela de fútbol. Después se trasladó a Ostia, donde vivió con su esposa.
Escribió el epílogo de Il Passerotto di Magè, un libro de Antonio Lombardo, publicado en mayo de 2015 basado en la vida de Garrincha. Ese epílogo, titulado "Parola di Pedro", ganó el primer premio a la mejor historia de 2016 de la 45.ª competencia de CONI.

## Carrera

### Sus comienzos en Argentina

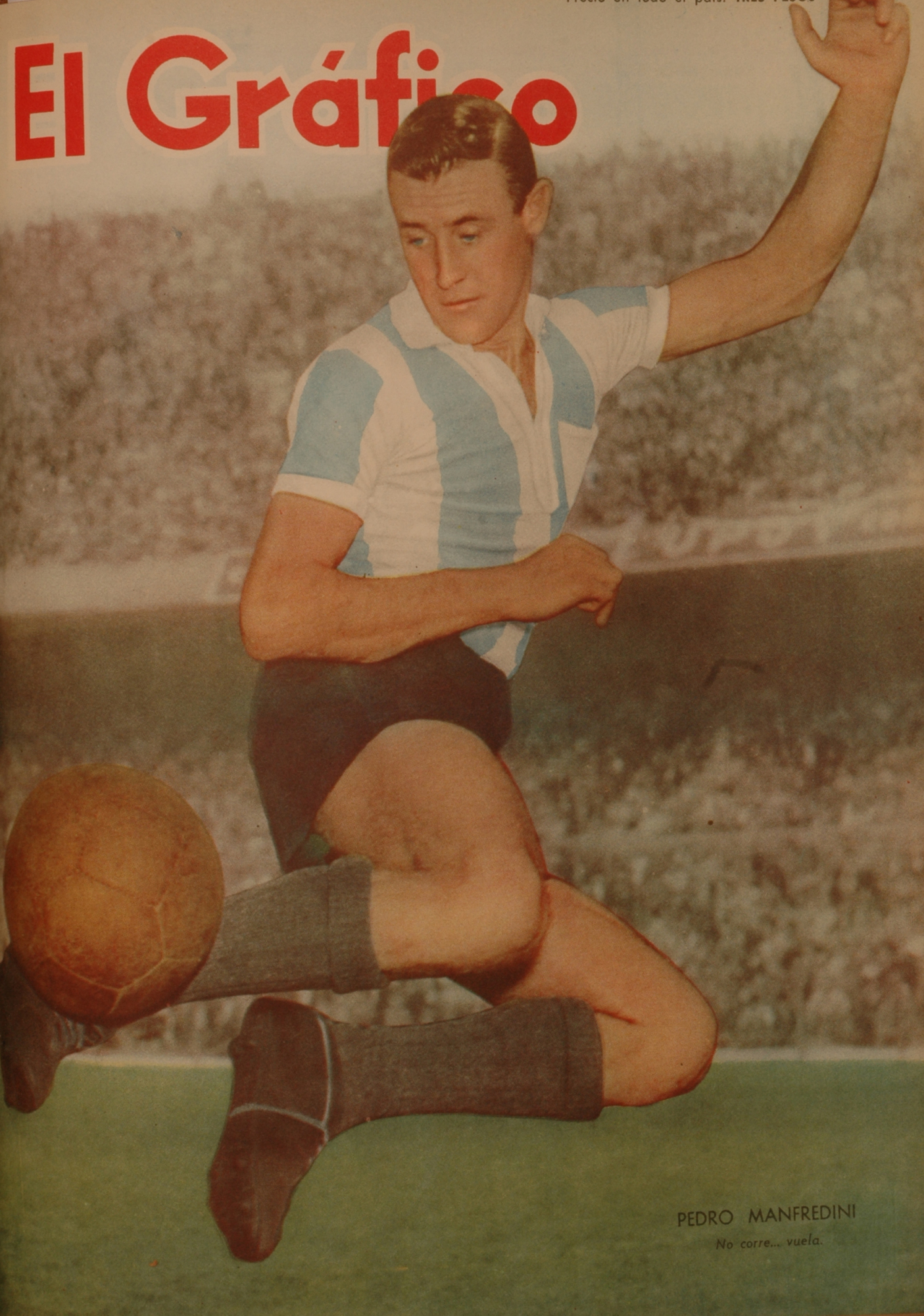
Manfredini con el Racing Club

Comenzó a jugar al fútbol en el equipo local del Deportivo Maipú, de la Liga Mendocina de Fútbol, bajo la guía de Raimundo Orsi.
Hizo su debut en la primera división de la AFA con el Racing Club de Avellaneda en 1957. En el equipo Blancoceleste jugó dos años, anotó 28 goles en 39 partidos, logrando el Campeonato Nacional en 1958. En ese año surgió como el máximo goleador del equipo, anotando 19 goles.
Manfredini fue convocado a la selección nacional argentina durante la Copa América de 1959, que fue ganada por Argentina. Manfredini jugó tres juegos, anotando un doblete contra Chile en su debut.

### En Italia
Manfredini arribó a Italia el 22 de junio de 1959, comprado por la AS Roma en 78 millones de liras. Hizo su debut en la Serie A con la Roma el 11 de octubre de 1959 contra Fiorentina- Roma, anotando cinco minutos más tarde. Jugó con la AS Roma desde la temporada 1959-1960 hasta 1964-1965, ganando el ranking de artilleros con 19 goles en 1962-1963 (igualado con Harald Nielsen), contando 130 apariciones y 77 goles en la Serie A. También anotó 9 goles en 14 partidos en la Copa de Italia y 18 goles en 20 partidos en la Copa de las Ferias, para un total de 104 goles en 164 apariciones con la Roma (promedio de goles: 0.63). Aún mantiene el récord de goles en una sola edición de la Copa de Ferias: 12.

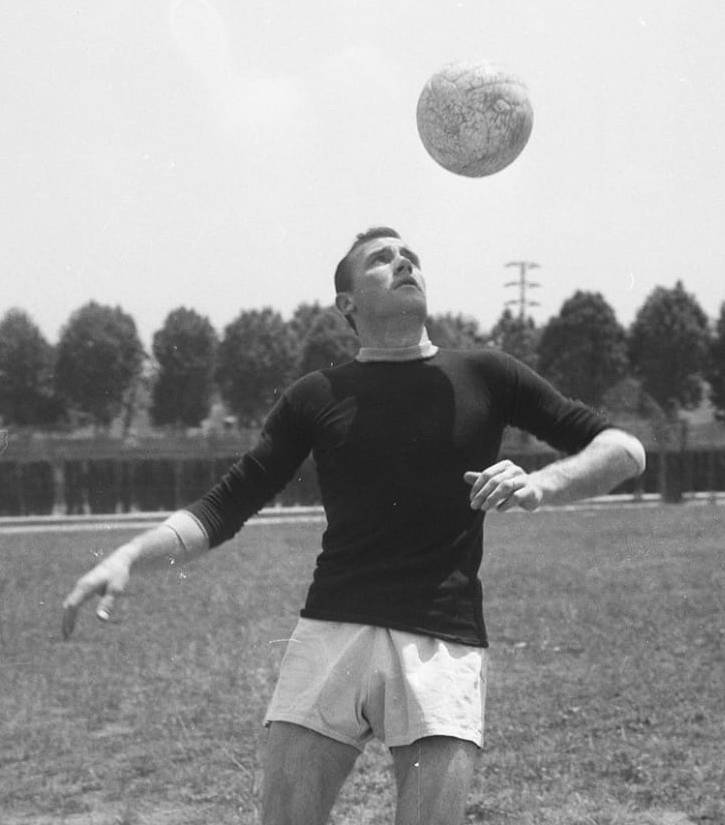
Manfredini con la AS Roma

Marcó mucho gracias a las asistencias de su compañero de equipo Arne Selmosson. Desde el campeonato de 1961-1962 hasta su transferencia, tuvo como compañero a su compatriota Antonio Valentín Angelillo. Junto a él anotó nueve hat-tricks en la liga: cuatro en los primeros ocho días de 1960-1961, uno en 1961-1962, tres en 1962-1963 y uno en 1963-1964; en el derby Lazio-Roma del 13 de noviembre de 1960, ganado por los "Giallorossi" por 4-0, marcó un triplete. El 7 de mayo de 1961, en la Copa de las Ferias, contra el Hibernian el 27 de mayo de 1961 y contra Altay Izmir, anotó cuatro veces.
Considerando su trayectoria completa, el promedio de gol en la liga (0.571) es mayor que la de otros delanteros de su tiempo (Altafini: 0,471; Sívori: 0,513) y de épocas posteriores (Riva: 0,540; Boninsegna: 0,445; Platini: 0,518; Maradona: 0,529; Batistuta: 0,561; Baggio 0,454; Signori: 0,547; Ševčenko: 0,494; Henry: 0,501) que han jugado en Italia.
En 1965 Inter lo compró, "transfiriéndolo" al Brescia (8 apariciones y una red) y luego en Venecia (23 apariciones y 4 goles).
Los goleadores argentinos del fútbol italiano fueron: Enrique Guaita, Omar Sívori, Antonio Angelillo, Manfredini, Diego Maradona, Gabriel Batistuta, Hernán Crespo, David Trezeguet, Mauro Icardi y Gonzalo Higuaín.

### En Chile
Al final de su carrera, jugó en Deportes La Serena de Chile, anotando 17 goles en la temporada del año 1969 de la primera división del fútbol chileno.

## Apariciones cinematográficas
- Manfredini se menciona en la película de Argentina El secreto de sus ojos, ganadora del Oscar a la mejor película extranjera en 2010. En el film un fanático del Racing Club nombra a Manfredini como un ejemplo de un jugador de fútbol que es comprado en un bajo precio pero que demuestra un altísimo rendimiento.[10]
- En el episodio de Che vitaccia! de I mostri (Monstruos de hoy) di Dino Risi, el personaje interpretado por Vittorio Gassman grita desde las gradas del estadio, durante un partido de Roma: "Ve, pie grande, vaya." en alusión a Manfredini.

## Estadísticas

### Goles y presencias por club
| Temporada                | Equipo                   | Campeonato               | Campeonato | Campeonato | Total      | Total |
| Temporada                | Equipo                   | Campeonato               | Presencias | Goles      | Presencias | Goles |
| ------------------------ | ------------------------ | ------------------------ | ---------- | ---------- | ---------- | ----- |
| 1957                     | Racing Club              | PD                       | 12         | 9          | 12         | 9     |
| 1958                     | Racing Club              | PD                       | 27         | 19         | 27         | 19    |
| gen.-lug. 1959           | Racing Club              | PD                       | 0          | 0          | 0          | 0     |
| Total Racing Club        | Total Racing Club        | Total Racing Club        | 39         | 28         | 39         | 28    |
| 1959-1960                | Roma                     | A                        | 24         | 16         | 24         | 16    |
| 1960-1961                | Roma                     | A                        | 31         | 20         | 31         | 20    |
| 1961-1962                | Roma                     | A                        | 22         | 14         | 22         | 14    |
| 1962-1963                | Roma                     | A                        | 25         | 19         | 25         | 19    |
| 1963-1964                | Roma                     | A                        | 15         | 5          | 15         | 5     |
| 1964-1965                | Roma                     | A                        | 13         | 3          | 13         | 3     |
| Total Roma               | Total Roma               | Total Roma               | 130        | 77         | 130        | 77    |
| 1965-1966                | Brescia                  | A                        | 8          | 1          | 8          | 1     |
| 1966-1967                | Venezia                  | A                        | 14         | 3          | 14         | 3     |
| 1967-1968                | Venezia                  | B                        | 9          | 1          | 9          | 1     |
| Total Venezia            | Total Venezia            | Total Venezia            | 23         | 4          | 23         | 4     |
| 1969                     | La Serena                | A                        | -          | 17         | -          | 17    |
| Total Deportes La Serena | Total Deportes La Serena | Total Deportes La Serena | -          | 17         | -          | 17    |
| Total carrera            | Total carrera            | Total carrera            | 200        | 110        | 200        | 110   |

## Palmarés

### Como jugador

#### Campeonatos nacionales
| Título           | Club        | País      | Año  |
| ---------------- | ----------- | --------- | ---- |
| Primera División | Racing Club | Argentina | 1958 |
| Copa Italia      | A.S. Roma   | Italia    | 1964 |

#### Campeonatos internacionales
| Título         | Club                | Sede final | Año  |
| -------------- | ------------------- | ---------- | ---- |
| Copa América   | Selección Argentina | Argentina  | 1959 |
| Copa de Ferias | A.S. Roma           | Roma       | 1961 |

## Distinciones individuales
| Distinción                               | Año  |
| ---------------------------------------- | ---- |
| Goleador de la Copa de Ferias (12 goles) | 1961 |
| Capocannoniere (19 goles)                | 1963 |
| Goleador de la Copa de Ferias (6 goles)  | 1963 |
| Goleador de la Copa Italia (4 goles)     | 1964 |